# 2018年のロシア
2018年のロシア （2018ねんのロシア）では、2018年のロシアに関する出来事について記述する。

## 国家元首等
- 大統領
  - 第4代: ウラジーミル・プーチン （2012年5月7日 - ）
- 首相
  - 第10代: ドミートリー・メドヴェージェフ （2012年5月8日 - ）

## できごと

### 1月
- 1月10日 – イルクーツクの裁判所で、59人の殺害を自供した元警察官の公判開廷。元警察官は、2015年に女性22人の殺害及び2人の殺人未遂の罪で終身刑となっていた[1]。

### 2月
- 2月11日 - サラトフ航空703便の旅客機がドモジェドヴォ空港を離陸直後に墜落、乗員乗客71人全員が死亡[2][3]。

### 3月
- 3月6日 - シリアのフメイミム空軍基地でロシアの輸送機が着陸時に墜落し、搭乗者39人全員が死亡[4]。
- 3月18日 - 2018年ロシア大統領選挙でウラジーミル・プーチンが得票率70%以上で3選（任期は2024年まで）[5]。
- 3月25日 - ケメロヴォ州・ケメロヴォのショッピングセンターで火災が発生し、64人が死亡、70人以上が負傷[6]。

### 7月
- 7月2日 - 2018 FIFAワールドカップを自国で開催し、ロシア代表は初めて決勝トーナメントに進出し、最終的にベスト8に進出した[7]。

### 9月
- 9月1日 - UTエアーの旅客機がソチ国際空港に着陸時にオーバーランして火災が発生、18人が負傷[8]。

### 12月
- 12月18日 - 北方領土の択捉島と国後島に軍人用の集合住宅計4棟を新たに建設し、188世帯が翌週、入居すると発表[9]。